# Ngũ đạo
Ngũ đạo (zh. wǔdào 五道, ja. godō) được phân thành hai loại như sau:
I. Chỉ năm đường tái sinh của Hữu tình, đó là Lục đạo loại trừ A-tu-la ra, bao gồm:
1. Địa ngục (地獄)
2. Ngạ quỷ (餓鬼)
3. Súc sinh (畜生)
4. Nhân gian (人間)
5. Thiên thượng (天上)

Cũng viết là Ngũ thú (zh. 五趣, sa. gati-pañcaka)
II. Ngũ đạo (sa. pañcamārga), cũng được gọi là Duy thức tu đạo ngũ vị; song song với Thập địa là con đường tu học của một vị Bồ Tát với năm giai đoạn, được Đại sư Vô Trước (sa. asaṅga) đề xướng:
1. Tư lương đạo (zh. 資糧道, sa. saṃbhāra-mārga), tức là tích trữ lương Phật đạo, trì Giới, Nhiếp căn, tu tập Chỉ, Quán;
2. Gia hạnh đạo (zh. 加行道, sa. prayoga-mārga), ở đây có nghĩa là chuẩn bị, tu tập như trên để những thiện căn vững chắc, trở thành thiện căn bản (sa. kuśalamūla);
3. Kiến đạo (zh. 見道, sa. darśana-mārga), cũng được gọi là Thông đạt đạo;
4. Tu tập đạo (zh. 修習道, sa. bhāvanā-mārga), thực hành 37 Bồ-đề phần;
5. Vô học đạo (zh. 無學道, sa. aśaikṣa-mārga), có nghĩa là đến bờ bên kia, không còn gì để học, cũng được gọi là Cứu cánh đạo (zh. 究竟道, sa. niṣṭhāmārga), tức là đạo tột cùng, đạo tuyệt đối đoạn hoặc, chứng ngộ chân lý.

Các phép tu hành của mỗi giai đoạn trên được trình bày khác nhau trong Thanh văn thừa (sa. śrāvakayāna), Độc giác thừa (sa. pratyekabuddhayāna) và Bồ Tát thừa (sa. bodhisattvayāna). Trong Bồ Tát thừa thì Kiến đạo mới là bước đầu của Bồ Tát thập địa. Mặc dù có mang tên là Duy thức tu đạo ngũ vị nhưng ngũ đạo được áp dụng trong tất cả các tông phái Phật giáo Đại thừa. Tại Tây Tạng, Ngũ đạo được nhắc đến nhiều trong các tác phẩm mang tên Bồ-đề đạo thứ đệ (bo. lamrim).